# Mohamed Ahmed (Politiker)
Mohamed Ahmed (arabisch محمد أحمد, Muhammad Ahmad) (geb. 2. Juli 1917 in Mutsamudu, Anjouan; gest. 27. Januar 1984) war ein komorischer Politiker. Er war ein Nachkomme von Sultan Allaoui.

## Leben
Er wurde in Mutsamudu auf der Insel Anjouan geboren. Seine Ausbildung erhielt er an der Ecole régionale de Majunga in Madagaskar und der Ecole Le Myre de Vilers in Tananarivo. Danach trat er 1936 in den Staatsdienst ein. In den 1950ern wurde er zu einem der wichtigsten nicht-französischen politischen Führer auf den Komoren und diente als Vizepräsident des Regierungsrates von 1957 bis 1962. Er verlor zwischenzeitlich an Einfluss, bis die Komoren 1975 eine unabhängige Nation wurden. Ahmed war ein starker Unterstützer des Staatsstreichs vom Mai 1978, in welchem Ali Soilih entmachtet wurde. Er wurde Co-Chairman eines Direktorats, welches die Regierungsgeschäfte übernahm, aber er verlor seinen Einfluss bereits im Oktober 1978 wieder, als sein Co-Chairman, Ahmed Abdallah die Macht an sich riss. Er starb 1984 an einem Herzinfarkt.